# Siddipet
Siddipet là một thành phố và khu đô thị của quận Medak thuộc bang Andhra Pradesh, Ấn Độ.

## Địa lý
Siddipet có vị trí 18°06′B 78°51′Đ / 18,1°B 78,85°Đ Nó có độ cao trung bình là 475 mét (1558 feet).

## Nhân khẩu
Theo điều tra dân số năm 2001 của Ấn Độ, Siddipet có dân số 61.650 người. Phái nam chiếm 50% tổng số dân và phái nữ chiếm 50%. Siddipet có tỷ lệ 69% biết đọc biết viết, cao hơn tỷ lệ trung bình toàn quốc là 59,5%: tỷ lệ cho phái nam là 78%, và tỷ lệ cho phái nữ là 60%. Tại Siddipet, 13% dân số nhỏ hơn 6 tuổi.